# Vivien Blotzki
Vivien Blotzki (* 2. Februar 2001) ist ein deutsches Model. Sie wurde im Juni 2023 Siegerin der 18. Staffel der Castingshow Germany’s Next Topmodel.

## Leben
Vivien Blotzkis Mutter stammt aus Brasilien. Blotzki selbst kommt aus Münstermaifeld (Landkreis Mayen-Koblenz) und hat eine Ausbildung zur Kauffrau im Einzelhandel absolviert. 2023 gewann sie die 18. Staffel der Castingshow Germany’s Next Topmodel. Sie erhielt eine Siegesprämie von 100.000 Euro und erschien in einer Kampagne für MAC-Cosmetics sowie auf der Titelseite der deutschen Harper’s Bazaar. Blotzki ist die erste Plus-Size-Siegerin der Castingshow.
Nach ihrem Sieg lief sie auf der Berlin Fashion Week für die Designerin Jasmin Erbas. Im September 2023 lief Blotzki auf der New York Fashion Week für Yannik Zamboni. Im Oktober 2023 war sie in einer Fotostrecke im the Curvy Magazine zu sehen. Im Dezember 2023 war sie Teil einer Parfümkampagne von Jean Paul Gaultier. Ende März 2024 war sie in einer Werbeanzeige für Pandora zu sehen. Im April 2024 war sie in einer Kampagne von Kate Spade zu sehen. Am 7. Mai 2024 war sie zusammen mit Simone Kowalski bei Wer weiß denn sowas? zu sehen.
Blotzki ist bei Louisa Models unter Vertrag.